# Экспресс миллионеров
«Экспресс миллионеров» (иер. трад. 富貴列車, упр. 富贵列车, кант.-рус.: Фу куай лат чхе, англ. The Millionaires' Express) — приключенческая комедия. Известен также под названием «Шанхайский экспресс» (англ. Shanghai Express). В 1986 году картина была номинирована в категории «Лучшая песня» на 6-й церемонии награждения Hong Kong Film Awards.

## Сюжет
1939 год. Чхин Фонтхинь намеревается украсть продукты у солдат советской армии. Однако они его ловят и заставляют раздеться до нижнего белья, а потом вынуждают его танцевать. Фонтхинь сбегает, прихватив с собой гранаты, и кидает их в хижину. Вскоре Фонтхиня берёт в плен Лой Фук, чтобы отчитать его за преступления. Пленник пытается сбежать, но во время драки они попадают в снежный ком. Освободившись из снежного кома, Фук ищет беглеца. Неожиданно беглец спрыгивает с дерева на Фука, забирает его одежду и уходит в свой родной город.
Бандиты, одетые в полицейскую форму, поджигают здание. Чхоу Чёккинь и его пожарная команда спасают двух женщин. Во время пожара бандиты грабят местный банк, но управляющий банком успел предупредить горожан до ухода грабителей, и двое налётчиков отправляются за решётку. В связи с тем, что бандитам удалось забрать большую часть денег, мэр города И выступает перед горожанами. Чёккинь в это же время поддерживает жителей города, после чего получает пост руководителя городской службы безопасности.
Фонтхинь и его помощник приезжают в городскую гостиницу с тремя девушками. Его целью является возврат денег. Через город должен пройти поезд с большим количеством пассажиров, включая преступников и японских ниндзя. Для того, чтобы привлечь клиентов в свою гостиницу, Фонтхинь разрабатывает план по остановке поезда в городе. Фонтхинь направляется к железнодорожной станции на мотоцикле, но оттуда его прогоняет Чёккинь на лошади. Мотоциклист сбивает Чёккиня веткой дерева, а затем уезжает на его лошади. Позже Чёккинь застаёт Фонтхиня при подготовке взрыва на железной дороге. Завязывается драка, в результате которой Фонтхинь побеждает и ожидает поезда.
Во время прохождения поезда через территорию города один из пассажиров по имени Хонь бегает по крыше между своей женой и любовницей. Городские бандиты пытаются забраться на поезд: один из них с магнитами на теле ненароком примагничивается к поезду, второй использует верёвку. Тем не менее верёвка задевает Хоня, и бандит вынужден бежать рядом с поездом. Остальные бандиты используют тележку, чтобы догнать поезд и, в конечном счёте, попадают в него. Фонтхинь взрывает железную дорогу, и поезд останавливается.
Как и предполагал взрыватель, пассажиры вынуждены переждать починку поезда в городе. В гостинице преступники разрабатывают план, чтобы попасть в комнату к любовнице Хоня, выдавая себя за японских туристов. Преступникам приходится спрятаться в комнате, когда туда входит машинист с любовницей. Когда машинист уходит в ванную, преступники пытаются незаметно улизнуть, но вынуждены снова спрятаться. В это же время Хонь спускается с крыши гостиницы, случайно напугав любовницу машиниста. Жена Хоня обвиняет мужа в измене. Чтобы всё уладить, Хонь утверждает, что является японским агентом. Этим пользуются преступники, чтобы уйти.
Когда Фонтхинь просит Чи отвлечь Чёккиня, она признаётся ему в любви. Чёккинь затем говорит ей, что занят, и уходит. Чи уговаривает его не уходить, после чего Чёккинь берёт в руки и целует её. Когда Чи хочет ещё поцеловать его и закрывает глаза, Чёккинь просит своих помощников встать на его место. Чи открывает глаза и убегает.
Лой Фук, вернувшись из Советского Сююза, совместно с Чёккинем берёт в плен Фонтхиня и помещает его в тюрьму. Ночью Сиухонь и её помощницы освобождают Фонтхиня. Остальные преступники приезжают в город на лошадях и берут в плен японских ниндзя.
Фонтхинь принимает решение вернуться, где освобождает бандитов, Фука, Чёккиня и Сиухонь. Спаситель сначала использует пулемёт, а затем и боевые навыки против налётчиков. Плохие парни терпят поражение, а Фонтхинь и Чёккинь забирают карту у японцев.

## В ролях
| - Саммо Хун — Чхин Фонтхинь - Юань Бяо — Чхоу Чёккинь - Эрик Цан — грабитель банка - Оливия Чен — Сиухонь - Розамунд Кван — Чи - Эмили Чю — проститутка - Полин Вон — проститутка - Хелен Ау — Сиучю - Лау Кавин — горный бандит - Ман Хой — грабитель банка - Лам Чинъин — грабитель банка - Кори Юнь — член банды Хэй Ю - Юнь Ва — грабитель банка - Пол Чжан — главарь горных бандитов - Джеймс Тянь — Хэй Ю - Джонни Ван — горный бандит - Филлип Ко — горный бандит - Дик Вэй — горный бандит - Чун Фат — горный бандит - Ясуаки Курата — ниндзя - Синтия Ротрок — горный бандит - Ричард Нортон — горный бандит - Осима Юкари — ниндзя - Хван Чжон Ри — Юкио Фусики - Фань Мэйшэн — горный бандит - Лэй Маньтхай — горный бандит - Чинь Калок — пожарный - Юнь Моу — грабитель банка - Чау Камкон — грабитель банка - Сяо Хоу — Сиухау - Сиу Такфу — пожарный | - Ка Ли — пожарный - Пхан Ёньчхён — грабитель банка - Питер Чань — Дикий Бык - Билли Чхин — член банды Хэй Ю - Яу Пхуйлин — девушка машиниста - Кхэй Куонхун — Кинь - Лам Ютчхун — Фэйхун - У Ма — грабитель банка - Патрик Че - Ричард Нг — Хонь - Тик Полай - Кенни Би — Лой Фук - Сэк Кинь — учитель Сэк - Лидия Сам — жена Хоня - Уолтер Чхоу — главный инспектор - Энтони Чань - Ву Фун — мэр города - Альфред Чён - Элейн Чау — Сиулань - Джимми Ван — учитель Вон - Ён Яучхён - Билли Лау — машинист - Боло Йен — ткач - Чинь Сиухоу - Тереза Ха — мать ткача - Пхунь Лайинь - Мег Лам — Седьмая Тётя - Ширли Куань — Лай - Ип Сёнва - Дэнни Ип - Соу Хансюнь — мать Фонтхиня |